# Milpitas
Milpitas (en anglais [mɪlˈpiːtəs]) est une municipalité située dans le comté de Santa Clara, au sein de la Silicon Valley, à environ 20 km au nord-ouest de San José, dans l’État de Californie, aux États-Unis.
Milpitas s'est donnée le surnom de Crossroads of Silicon Valley (« Carrefour de Silicon Valley ») et compte environ 65 000 habitants.
Sur le territoire de Milpitas se trouvent les sièges de nombreuses entreprises dont Maxtor, LSI Logic, Flextronics, Adaptec, Intersil, Cisco Systems, JDSU, KLA-Tencor et SanDisk.

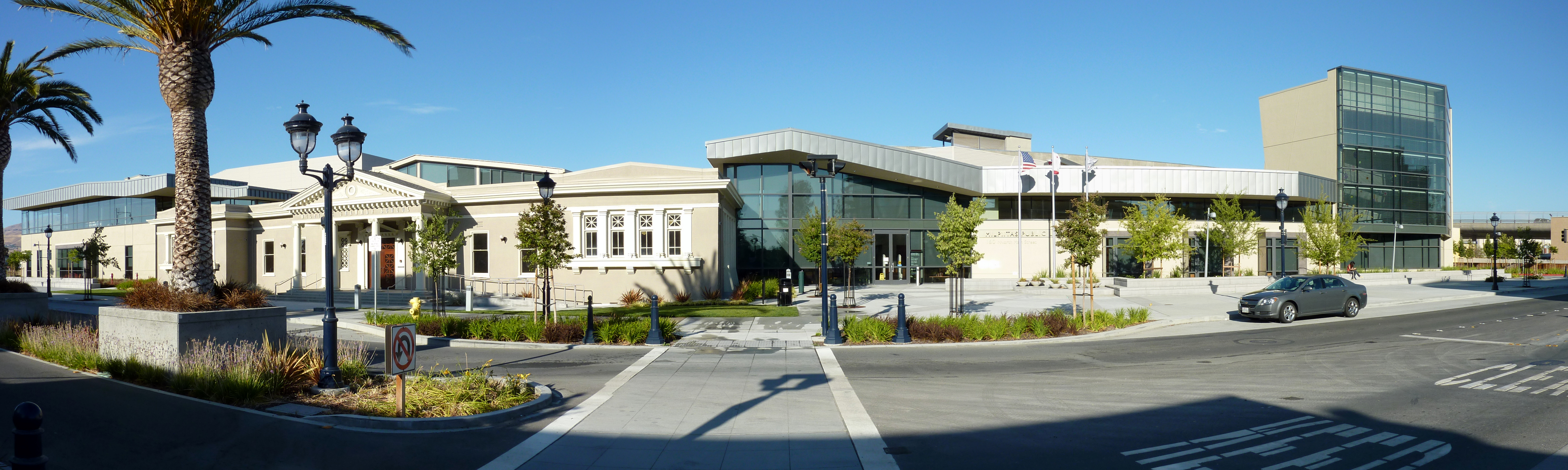
Milpitas Library et Milpitas Grammar School (construite en 1915)

## Démographie
| Groupe            | Milpitas | Californie | États-Unis |
| ----------------- | -------- | ---------- | ---------- |
| Asiatiques        | 62,2     | 13,1       | 4,8        |
| Blancs            | 20,6     | 57,6       | 72,4       |
| Autres            | 8,7      | 17,0       | 6,2        |
| Métis             | 4,6      | 4,9        | 2,9        |
| Afro-Américains   | 3,0      | 6,2        | 12,6       |
| Amérindiens       | 0,5      | 1,0        | 0,9        |
| Océaniens         | 0,5      | 0,4        | 0,2        |
| Total             | 100      | 100        | 100        |
|                   |          |            |            |
| Latino-Américains | 16,8     | 37,6       | 16,7       |

| 1960  | 1970   | 1980   | 1990   | 2000   | 2010   |
| ----- | ------ | ------ | ------ | ------ | ------ |
| 6 572 | 26 561 | 37 820 | 50 686 | 62 698 | 66 790 |

## Jumelages
Dagupan (Philippines)
 Huizhou (Chine)
 Tsukuba (Japon)

## Source
- (en) Cet article est partiellement ou en totalité issu de l’article de Wikipédia en anglais intitulé « Milpitas, California » (voir la liste des auteurs).

1. ↑  (en) « Milpitas, CA Population - Census 2010 and 2000 », sur censusviewer.com (consulté le 3 janvier 2017).
2. ↑  (en) « Population of California - Census 2010 and 2000 », sur censusviewer.com (consulté le 3 janvier 2017).
3. ↑  « Statistiques des États-Unis - Californie - Profils des communautés de 2010 » (consulté en novembre 2020)